# ScanPyramids

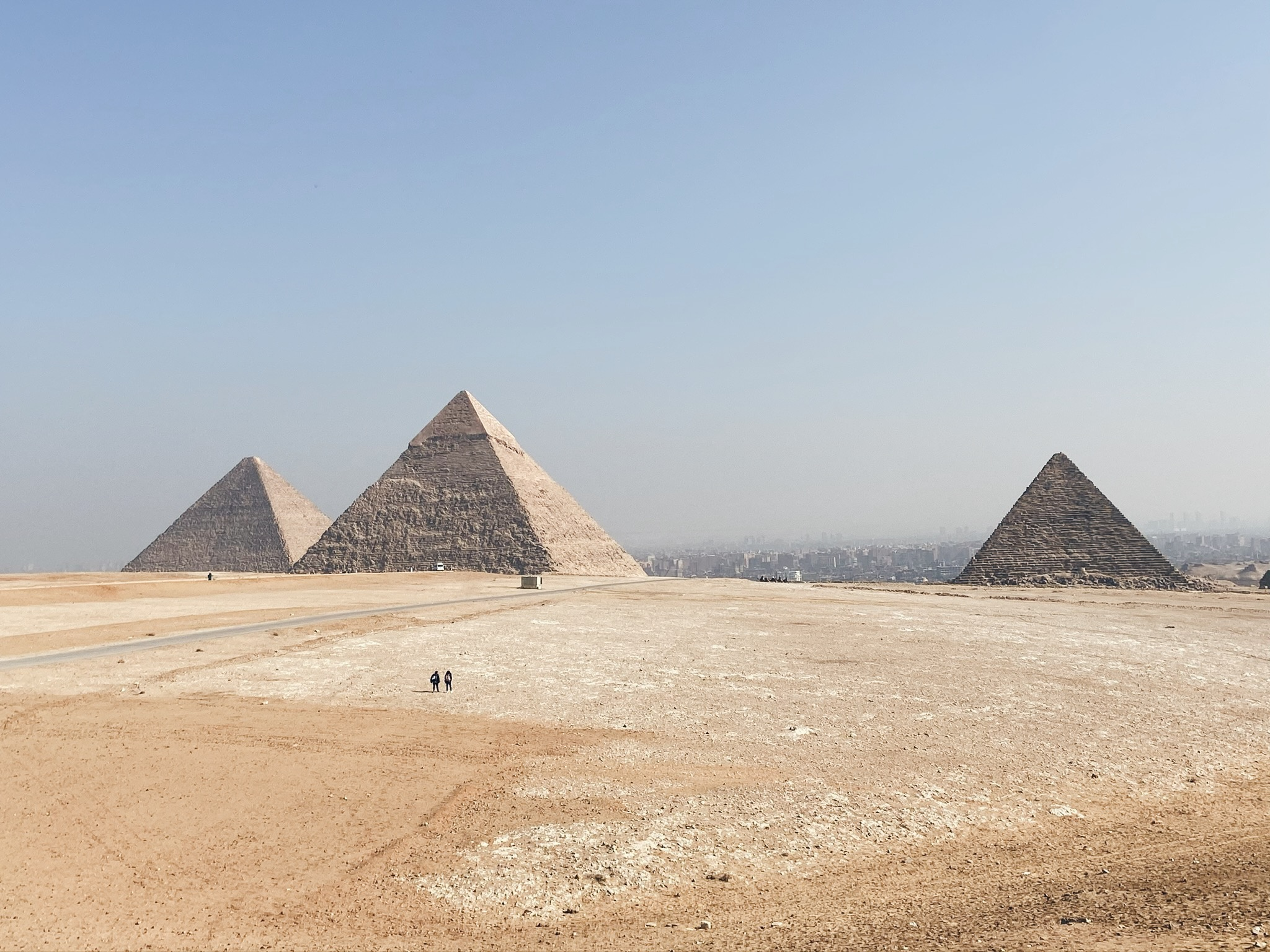
Vue des pyramides à Gizeh, en Égypte.

ScanPyramids est un projet franco-égyptien d'études de l'intérieur des pyramides d'Égypte, conçu et coordonné par l'Université du Caire et par l'HIP Institute (Heritage Innovation Preservation), et lancé en octobre 2015,.
Le projet vise à ausculter les constructions antiques grâce à différentes techniques non destructives et non invasives :  
- l'infrarouge thermique qui permet, grâce aux différences de températures observées à différents moments de la journée, de détecter des zones dites d'intérêt et des anomalies de comportement thermique[2],[4],[5] ;
- la muographie qui est une technique de radiographie pénétrante permettant de valider la présence de vide en profondeur grâce aux muons[2],[5] ;
- la numérisation, la modélisation et la simulation tridimensionnelle ou 3D[5].

La recherche se concentre sur la pyramide de Khéops (appelée aussi Grande Pyramide) et la pyramide de Khéphren à Gizeh, ainsi que sur deux pyramides situées à Dahchour: la pyramide rhomboïdale et la pyramide rouge. Les scientifiques espèrent découvrir des structures architecturales internes inconnues (couloirs, chambres...). 
La mission est interdisciplinaire. Elle mêle les regards d’artistes, d’ingénieurs et de scientifiques. La première étape des travaux a donné lieu à une exposition au palais des Beaux-Arts de Lille en décembre 2016.

## Découvertes dans la pyramide de Khéops

### 2016
Le 15 octobre 2016, sont annoncées les premières découvertes de vides inconnus par l'équipe ScanPyramids grâce à la technique de la muographie et de l'analyse des anomalies thermiques. Il s'agit d'une cavité situé sur l'arête Nord-Est et d'un vide situé derrière les chevrons de la face Nord de la pyramide de Khéops, au-dessus du couloir descendant.

### 2017
La mission ScanPyramids continue ses investigations muographiques afin d'en savoir davantage sur le vide situé derrière les chevrons de la face Nord, désormais appelé ScanPyramids-North Face Corridor (SP-NFC). D'autres émulsions sensibles aux muons sont positionnées le long du couloir descendant et dans le percée d'Al-Mamoun. La présence de ce vide est à nouveau confirmée par ces nouveaux points de vue, et ses caractéristiques sont affinées. Le SP-NFC se situe entre dix-sept et vingt-trois mètres à partir de la base de la pyramide et entre soixante-dix centimètres et deux mètres de la face Nord. Son orientation est horizontale ou inclinée vers le haut. Sa forme est celle d'un couloir. 
Le 2 novembre 2017, l'équipe ScanPyramids publie dans la revue scientifique Nature sa troisième découverte qu'elle nomme ScanPyramids Big Void,. Cette publication fait état de la découverte d'un vide gigantesque, jusque-là inconnu, au cœur de la pyramide de Khéops, dans une zone circonscrite, à l'aplomb de la Grande Galerie. Ce vide considérable est d'un volume comparable à celui de la Grande Galerie, long d'au moins trente mètres. Sa taille a souvent été comparée dans la presse à celle d'un avion moyen-courrier,,. Cette découverte a été confirmée de façon indépendante par trois institutions scientifiques internationales. Chacune d'entre elles a utilisé une technique de muographie différente et à partir de points d'observations différents (deux points de vue dans la chambre de la Reine et aussi de l'extérieur devant la face Nord). Cette découverte a été confirmée, pour chaque observation, à un niveau de certitude supérieur à 5 sigma. L'équipe ScanPyramids reste toutefois prudente sur la nature architecturale du Big Void. 
Les trois institutions scientifiques spécialisées en physique des particules ont travaillé de manière indépendante les unes des autres et chacune a utilisé une technique de muographie différente et complémentaire. 
- L'université de Nagoya, Japon : plaques à émulsions argentiques sensibles aux muons, dans la chambre de la Reine.
- KEK, Japon : scintillateur électronique, dans la chambre de la Reine.
- Commissariat à l'énergie atomique et aux énergies alternatives, Université Paris-Saclay: télescope à muons, à l'extérieur, devant la face Nord de la Grande Pyramide.

### 2019-2023
Dans un contexte marqué par la pandémie de Covid-19, des nouvelles campagnes de mesures reprennent progressivement, à partir de 2019, afin de déterminer plus précisément la nature des cavités découvertes dans la pyramide de Khéops.
Entre 2019 et 2020, trois nouveaux télescopes détecteurs de muons ainsi que des plaques d'émulsion sont placés à différents endroits dans la pyramide : dans le couloir descendant et dans la percée d’Al-Mamoun, sous la cavité SP-NFC. Après des temps d'exposition de quelques centaines de jours, les résultats confirment l'existence de la cavité et permettent de décrire sa position et ses dimensions. Il s'agit d'un couloir quasiment plat, presque aligné avec le couloir descendant situé en dessous, dont les dimensions sont estimées à environ 2 m par 2 m et d'une longueur d'environ 9 m, directement derrière les blocs de calcaire formant le chevron visible de l'extérieur (le chevron n'était pas visible à l'époque de la fin de la construction de la pyramide, et fut progressivement mis à jour au Moyen Âge). 

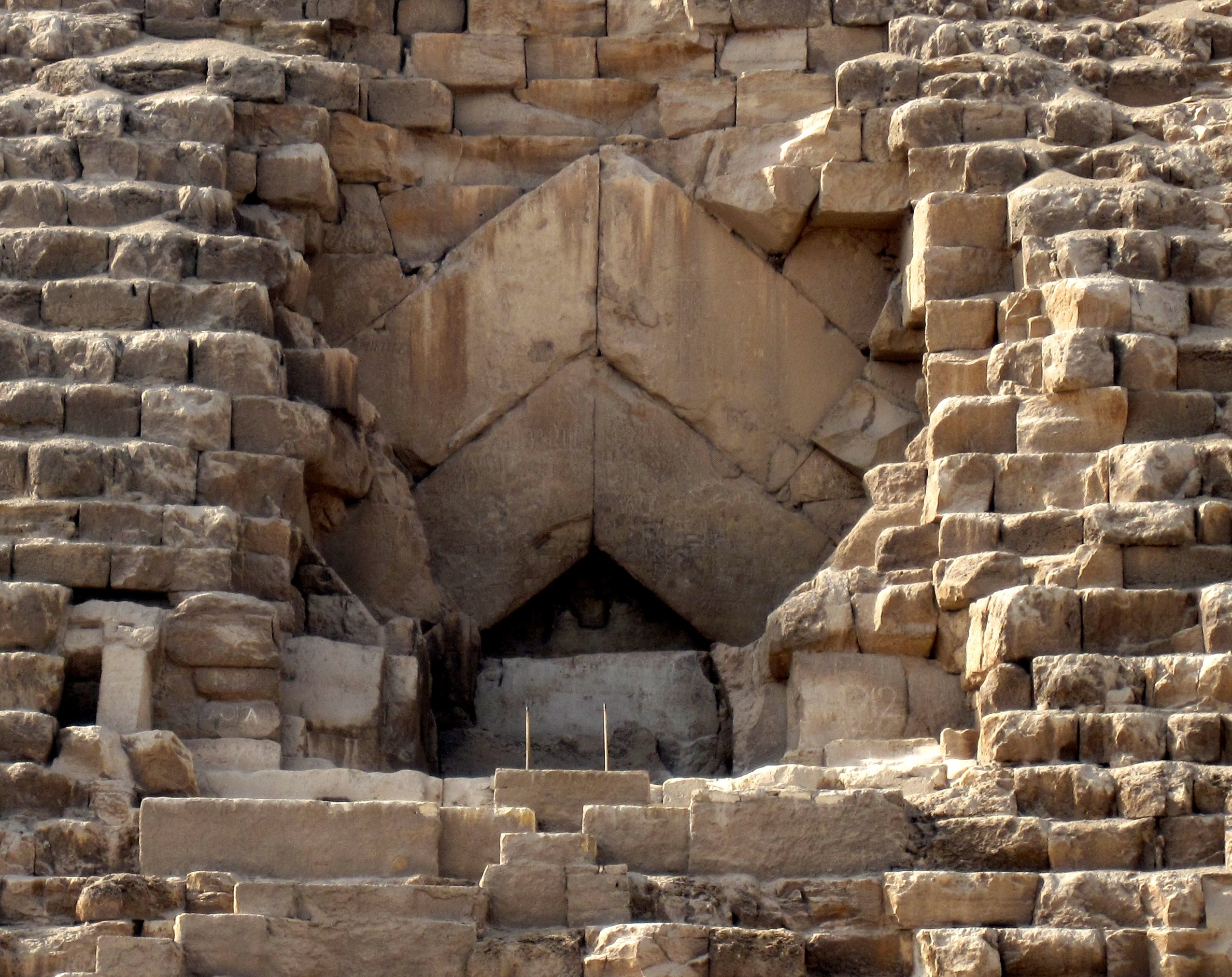
Entrée de la pyramide de Khéops surmontée du chevron extérieur, sur la face Nord.

En novembre 2020, février 2022 et octobre 2022, trois campagnes de mesures par télédétection sont réalisées par l'université technique de Munich et l'université du Caire, à partir du chevron extérieur de la pyramide. Les techniques utilisées sont le radar à pénétration de sol et le contrôle par ultrasons. Ces mesures confirment également la présence d'une cavité derrière le chevron.
Le 24 février 2023, après avoir obtenu l'autorisation du comité scientifique du Conseil suprême des Antiquités égyptiennes, présidé par Zahi Hawass, le forage d'une petite ouverture sous le « SP-NFC » est effectué, permettant le passage d'un endoscope d'un diamètre de 5 mm. Les premières images de la cavité sont obtenues et semblent confirmer les mesures obtenues par les détecteurs. La cavité, vide et avec un plafond à chevrons, ne paraît pas communiquer avec d'autres pièces.
Le 2 mars 2023, deux articles, et une vidéo sont publiés et dévoilent au public les découvertes récentes, dont les images de la cavité SP-NFC, observée pour la première fois depuis quatre mille cinq cent ans.
D'après Mostafa Waziri (ar), chef du Conseil suprême des Antiquités égyptiennes, la cavité SP-NFC pourrait avoir comme fonction de répartir les charges autour du couloir descendant, comme les chambres de décharge et la voûte à chevrons au dessus de la chambre du roi. Il ajoute que d'autres investigations seront nécessaires afin d'explorer plus en détail la cavité.

## Réactions

### Égyptologues
Le 3 novembre 2017, l'égyptologue Zahi Hawass qui venait de publier, en octobre 2017, avec Mark Lehner un ouvrage intitulé Gizeh et les pyramides : Une histoire définitive, minimise la portée des travaux de l'équipe en insinuant qu'elle a survalorisé sa découverte : « La pyramide est pleine de cavités mais cela ne veut pas dire qu'elles abritent des chambres secrètes ou qu'il s'agit d'une nouvelle découverte ». Les différents membres de ScanPyramids déclarent leur surprise devant ces critiques alors qu'ils n'ont jamais utilisé le terme de « chambre secrète »,.  
Le même jour, le secrétaire général du Conseil suprême des Antiquités égyptiennes, Mostafa Waziri, critique également l'équipe : « L'équipe scientifique n'aurait pas dû se précipiter (…) Le travail doit se poursuivre selon les étapes de la recherche scientifique et doit être discuté avant toute publication ». 
Ces prises de position font l'objet de critiques de Khaled El-Enany, le ministre des Antiquités égyptiennes qui déclare le 4 novembre 2017 : « Le vide découvert dans la Grande Pyramide par ScanPyramids est une nouvelle révélation (…) », précisant que, « ce qui a été découvert est nouveau et plus grand que toutes les cavités connues (…) ».
À l'inverse, des égyptologues ont salué la découverte. Yukinori Kawae déclare que « c'est sûrement la découverte du siècle… Il y a beaucoup de théories à propos des pyramides mais aucune n'avait imaginé un vide aussi important au dessus de la Grande Galerie ».
Peter der Manuelian, égyptologue à Harvard, qualifie la découverte de « contribution potentiellement majeure pour la compréhension de la Grande Pyramide ».

### Physiciens
La publication de 2017 de l'équipe ScanPyramids, relevant plus de la physique des particules que de l'égyptologie, est aussi commentée par des physiciens. Lee Thompson de l'université de Sheffield qualifie la découverte du Big Void, validée par trois équipes indépendantes, « de très robuste ».
Christopher Morris, physicien au laboratoire national de Los Alamos la considère comme « impressionnante ». 
Luis Walter Alvarez, prix Nobel de physique, fut le premier à avoir eu l'idée d'utiliser, en 1965, la tomographie muonique pour l'étude des pyramides. Il étudia avec les technologies de l'époque la pyramide de Khéphren sans rien y trouver. Jerry Anderson, physicien et membre de l'équipe d'Alvarez dans les années 1960 s'est déclaré « enthousiasmé et très satisfait par les résultats » de la mission ScanPyramids, « regrettant », avec humour, « d'avoir travaillé, à l'époque sur la pyramide de Khéphren au lieu de Khéops ».

### Dans les médias
De nombreux médias français et étrangers ont reconnu dans la découverte du Big Void l'un des événements scientifiques les plus marquants de l'année 2017 (Le Monde, Le Figaro, Radio Canada, Yahoo, France Info, Euronews, NBC News, La Vanguardia, etc.).
Le même jour (2 mars 2023) que la publication de la découverte du ScanPyramids-North Face Corridor, une conférence de presse est organisée par le ministre égyptien du Tourisme et des Antiquités, Ahmed Eissa, devant la Grande Pyramide. L'information est reprise par un grand nombre de médias généralistes à travers le monde.

## Productions annexes

### Exposition
Du 10 décembre 2016 au 19 février 2017, s'est tenue au palais des Beaux-Arts de Lille, la première exposition de ScanPyramids. Retraçant la première année de travail sur le terrain et les deux premières découvertes de la mission. Cette exposition, mêlant science, art et technologie, reflétait l'interdisciplinarité de la mission. 
Pour la partie scientifique, trois techniques étaient expliquées : la thermographie infrarouge, la radiographie par muons et la simulation 3D. 
Pour la partie artistique, l'exposition présentait des photographies des pyramides et des membres de la mission réalisées par Philippe Bourseiller, des dessins de François Schuiten (cofondateur de l'Institut HIP) et des peintures d'Alexandre Obolensky.

### Film documentaire
Un documentaire de 85 minutes, a été produit par Bonne Pioche, France Télévision et la NHK. Intitulé Khéops : mystérieuses découvertes et diffusé sur France 5 le 28 novembre 2017, il réalisé la meilleure performance de l'émission Science grand format avec 1,4 million de spectateurs. Réalisé par Florence Tran, il retrace le déroulement de la mission jusqu'à la découverte de Big Void. Aux États-Unis, il a été diffusé sous le titre Scanning the Pyramids le 24 janvier 2018 sur la chaîne publique PBS.  